# Familia Rothschild

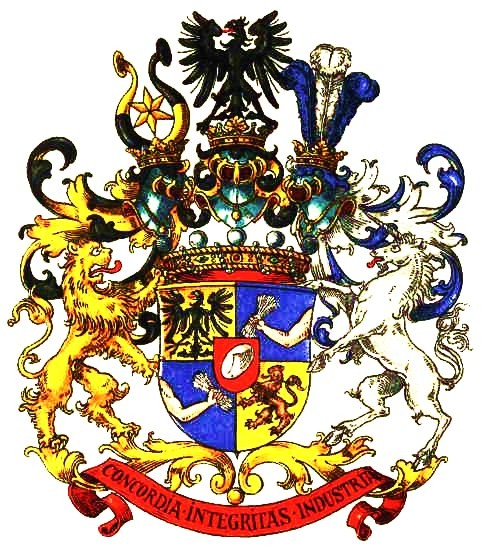
Stema familiei

Familia Rothschild sau Casa de Rothschild este o dinastie europeană de origine iudaico-germană, care a întemeiat case bancare și financiare europene începând cu sfârșitul secolului al XVIII-lea. Spre deosebire de majoritatea factorilor precedenți, Rothschild a reușit să-și moștenească bogăția și să-și înființeze o familie bancară internațională prin cei cinci fii ai săi care s-au stabilit în Londra, Paris, Frankfurt, Sevilia și Napoli.  Familia a fost ridicată la rangul de nobil în Sfântul Imperiu Roman și în Regatul Unit. Cinci linii din ramura austriacă a familiei au făcut parte din nobilimea austriacă, fiind numiți baroni ereditari ai Imperiului Habsburgic de către împăratul Francisc al II-lea în 1816. O altă linie, din ramura britanică a familiei, a fost ridicată la nivelul nobilimii britanice la cererea reginei Victoria. În timpul secolului al XIX-lea, familia Rothschild posedă cea mai mare avere privată din lume, precum și în istoria lumii moderne. Proprietatea familiei a fost împărțită între diverși descendenți, iar astăzi interesele lor acoperă o gamă largă de domenii, inclusiv servicii financiare, imobile, minerit, energie, agricultură mixtă, vinificație și organizații non-profit. Astăzi, afacerile familiei Rothschild  sunt la o scară mai mică decât cele din timpul secolului al XIX-lea, deși cuprind o gamă diversă de domenii, printre care: gestionarea privată a activelor, consultanță financiară, agricultura mixtă, vinicultură și acțiuni de caritate.
Familia Rothschild a fost frecvent obiectul teoriilor de conspirație, multe dintre ele având origini anti-semitice.

## Origine

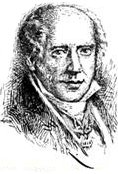
Mayer Amschel Rothschild (1744 - 1812)

Primul membru al familiei despre care se cunoaște că a folosit numele "Rothschild" a fost Izaak Elchanan Rothschild, care s-a născut în 1577.  Numele înseamnă "Scut Roșu" în germana veche. Ascensiunea familiei pe plan internațional a început în 1744, odată cu nașterea lui Mayer Amschel Rothschild în Frankfurt am Main, Germania.  El era fiul lui Amschel Moses Rothschild, (n. circa 1710),  un schimbător de valută care făcea afaceri cu Prințul de Hesse. Născut în ghetoul (numit "Judengasse" sau Aleea evreiască) din Frankfurt, Mayer a întemeiat o casă de finanțe și și-a extins imperiul prin instalarea tuturor celor cinci fii ai săi în cele mai importante cinci centre europene financiare pentru a conduce afacerea. Stema familiei Rothschild conține un pumn care strânge cinci săgeți simbolizând cele cinci dinastii stabilite de cei cinci fii ai lui Mayer Rothschild, ca o referință la Psalmul 127: "Ca săgețile în mâinile unui războinic".  Motto-ul familiei apare sub scut în latină: Concordia, Integritas, Industria (Armonie, Integritate, Industrie).

### Presa română
- Sunt peste tot în lume: Membrii dinastiei Rothschild, 8 februarie 2012, Valentin Vioreanu, Capital
- Rothschild: beneficii în urma sclaviei, 29 iunie 2009, Capital
- O bancă profitabilă în timp de criză: Rothschild, 13 mai 2009, Valentin Vioreanu, Capital
- Rothschild a numit primul director care nu face parte din familie, 10 februarie 2010, Valentin Vioreanu, Capital
- Legendele familiei Rothschild. Părinții globalizării, 24 iunie 2010, Cătălin Alistari, Evenimentul zilei

- Dinastiile Rothschild și Rockefeller își cimentează legăturile cu un parteneriat de investiții, 1 iunie 2012, Vlad Popescu, Ziarul financiar

### Istorie
- Family website Arhivat în 21 iunie 2007, la Wayback Machine.
- Rothschild Archive
- The article of "Rothschild" in Jewish Encyclopedia

### Finanțe
- The Rothschild Group - It includes activities of Rothschild & Cie Banque and N M Rothschild & Sons
  - Paris Orléans S.A. Arhivat în 17 iulie 2011, la Wayback Machine. - The flagship holding company of The Rothschild Group
  - Rothschild Wealthmanagement & Trust Arhivat în 21 martie 2012, la Wayback Machine. - Wealth management branch of The Rothschild Group
- RIT Capital Partners plc - English investment trust founded by English Rothschild family
- Edmond de Rothschild Group - Swiss private banking group founded by French Rothschild family
  - Finance
    - Banque privée Edmond de Rothschild - Swiss private banking firm
    - Compagnie Financière Edmond de Rothschild - French private bank
    - La Compagnie Benjamin de Rothschild Arhivat în 18 noiembrie 2011, la Wayback Machine.
    - Cogifrance - Real estate

  - Non-finance
    - Dmaine du Mont D'arbois - Luxury hotel
    - Gitana Team - Yacht racing

### Vinicultură
- Baron Philippe de Rothschild SA (Château Mouton Rothschild)
  - Mouton Cadet Special Site]
- Domaines Barons de Rothschild (Château Lafite Rothschild)
- Compagnie Vinicole Baron Edmond de Rothschild (Château Clarke) - Edmond de Rothschild Group
- Rupert & Rothschild Vignerons

### Case și grădini
- Waddesdon Manor (Anglia)
- Ascott House (Anglia)
- Villa Rothschild Kempisnki (Germania)
- Villa Ephrussi de Rothschild[nefuncțională]
  (Franța)
- Château de Montvillargenne (Franța)
- Château de Ferrières Arhivat în 26 noiembrie 2012, la Wayback Machine.  (Franța)
- Hôtel Salomon de Rothschild (Franța)
- Exbury Gardens (Anglia)

### Fundații
- The Edmond de Rothschild Fundations Arhivat în 25 octombrie 2011, la Wayback Machine.
- Miriam Rothschild and John Foster Human Rights Trust